# Мишель, Анри
Анри́ Мише́ль (фр. Henri Michel; 29 октября 1947, Экс-ан-Прованс — 24 апреля 2018) — французский футболист, играл на позиции полузащитника. Был капитаном сборной Франции. После окончания игровой карьеры стал тренером. Олимпийский чемпион 1984 года.

## Клубная карьера
Анри Мишель начал карьеру в клубе «Экс», а в 1966 году перешёл в «Нант», в котором выступал до конца своей карьеры. Мишель был одним из лидеров «Нанта», выступая на позиции опорного полузащитника, а вскоре стал и капитаном команды. За 16 лет в составе «канареек» Мишель выиграл 3 титула чемпиона Франции, кубок Франции и вышел в полуфинал Кубка кубков. В последние годы своей карьеры, Мишель играл на позиции либеро в клубе. Всего за «Нант» Мишель провёл 532 матча в чемпионате страны, что является рекордом клуба, вместе с Жан-Полем Бертран-Деманом.

## Тренерская карьера
В 1982 году Мишель стал тренером молодёжной сборной Франции, которую два года спустя привёл к золотым медалям на Олимпиаде в Лос-Анджелесе, в том же году Мишель заменил Мишеля Идальго на посту главного тренера сборной Франции, которая дошла до полуфинала чемпионата мира 1986, но через два года Франция не смогла квалифицироваться на чемпионат Европы, а затем команда сыграла вничью 1:1 с командой Кипра в квалификации чемпионат мира 1990, после которой Мишель был уволен.
Затем Мишель недолго руководил «Пари Сен-Жерменом», сборной Камеруна на чемпионате мира, где камерунцы один раз сыграли вничью и два раза проиграли. Сборная Камеруна на том турнире запомнились лишь поражением 1:6 от сборной России, когда Олег Саленко забил 5 мячей. В 1995 году Мишель возглавил сборную Марокко, которую довёл до чемпионата мира 1998, где марокканцы выбыли на групповой стадии. Затем Мишель работал со сборной ОАЭ, греческим клубом «Арис» (Салоники), сборной Туниса, из которой его уволили, несмотря на квалификацию на чемпионат мира 2002.
В 2003 году Мишель стал главным тренером клуба «Раджа», с которым выиграл титул чемпиона Марокко и Кубок Конфедерации КАФ. Затем Мишель работал со сборной Кот-д’Ивуара, которую вывел в финал кубка африканских наций и на чемпионат мира 2006 в Германии. Позже Мишель тренировал катарский клуб «Аль-Араби» и египетский «Замалек». В августе 2007 года Мишель вновь возглавил сборную Марокко, но уже 7 февраля 2008 года он был уволен после безвольного выступления на кубке африканских наций, где команда, до начала турнира являвшаяся претендентом на чемпионский титул, «вылетела» уже в первом раунде соревнования. Затем Мишель возглавил южноафриканский клуб «Мамелоди Сандаунз», но в марте 2009 года он подал в отставку из-за критики фанатов, чрезвычайно недовольных игрой команды. Затем Анри вновь тренировал «Замалек».
В декабре 2010 года Мишель возглавил сборную Экваториальной Гвинеи. В октябре француз подал в отставку, но президент страны, Теодоро Нгема, уговорил его остаться. В декабре 2011 года Мишель покинул пост главного тренера команды из-за попыток футбольной ассоциации страны вмешиваться в его работу.

## Достижения

### Как игрок
- Чемпион Франции: 1972/73, 1976/77, 1980
- Обладатель кубка Франции: 1979

### Как тренер
- Олимпийский чемпион: 1984
- Обладатель Кубка Артемио Франки: 1985
- Обладатель Кубка КАФ: 2003
- Чемпион Марокко: 2003/04